# Ga Yên Trạch
Ga Yên Trạch là một nhà ga xe lửa tại xa Yên Trạch, huyện Cao Lộc, tỉnh Lạng Sơn. Nhà ga là một điểm của đường sắt Hà Nội - Đồng Đăng và nối với ga Bản Thí với ga Lạng Sơn.